# Ben Gordon (Eishockeyspieler)
Ben Gordon (* 31. Januar 1985 in International Falls, Minnesota) ist ein ehemaliger US-amerikanischer Eishockeyspieler und derzeitiger -trainer, der im Verlauf seiner aktiven Karriere zwischen 2004 und 2014 unter anderem in den nordamerikanischen Minor Leagues aktiv war und dort annähernd 350 Spiele auf der Position des Centers bestritten hat. Darüber hinaus war Gordon eine Spielzeit für die DEG Metro Stars in der Deutschen Eishockey Liga (DEL) tätig.

## Karriere
Ben Gordon begann seine Karriere als Eishockeyspieler bei den Lincoln Stars, für die er von 2002 bis 2004 in der Juniorenliga United States Hockey League (USHL) aktiv war. In der Saison 2002/03 gewann er mit seiner Mannschaft den Clark Cup. Von 2004 bis 2008 besuchte der Stürmer die University of Minnesota, für deren Eishockeymannschaft er parallel in der National Collegiate Athletic Association (NCAA) spielte. Im Frühjahr 2007 gewann er mit dem Team die Meisterschaft der Western Collegiate Hockey Association (WCHA).
In der Saison 2008/09 gab der US-Amerikaner für die Cincinnati Cyclones aus der ECHL sein Debüt im professionellen Eishockey. Kurz vor Saisonende wechselte er innerhalb der Liga zu den Reading Royals, für die er auch in den folgenden beiden Jahren regelmäßig auf dem Eis stand. Während seiner Zeit in Reading kam er zudem zu insgesamt 25 Einsätzen für die Providence Bruins, Toronto Marlies, Abbotsford Heat, Rochester Americans und Binghamton Senators in der American Hockey League (AHL). Zur Saison 2011/12 wurde Gordon von den DEG Metro Stars aus der Deutschen Eishockey Liga (DEL) verpflichtet, bekam auch ein Vertragsangebot für die folgende Saison, das er aber auf Anraten seines Beraters nicht annahm. Gordon unterschrieb Anfang September 2012 einen Vertrag bei den Tulsa Oilers in der Central Hockey League (CHL), für die er zwei Spielzeiten lang aktiv war. Im Oktober 2014 gab der Center im Alter von 29 Jahren seinen Rücktritt vom aktiven Sport bekannt.
Nach seinem Karriereende begann Gordon eine Trainerkarriere. Er verbrachte die Saison 2014/15 zunächst als Assistenztrainer am College of St. Scholastica in der Division III der NCAA, ehe er im folgenden Spieljahr in gleicher Funktion zu den Tri-City Storm in die USHL wechselte. Mi den Storm gewann er – wie schon als Spieler – den Clark Cup. Anschließend war er eine Saison an seiner Alma Mater, der University of Minnesota, als Director of Hockey Operations tätig. Zur Spielzeit 2017/18 kehrte er wieder in der Position eines Assistenztrainer in die USHL zurück, wo in dieser Saison die Chicago Steel betreute. Danach wechselte er zum Ligakonkurrenten Des Moines Buccaneers. Bereits im Verlauf der Saison 2018/19 kehrte der US-Amerikaner aber wieder an die University of Minnesota zurück, um dort ebenfalls als Assistenztrainer zu arbeiten. Mit der Universität gewann er im Jahr 2021 den Meistertitel der Big Ten Conference (B1G).

## Erfolge und Auszeichnungen
| - 2003 Clark-Cup-Gewinn mit den Lincoln Stars - 2007 Broadmoor-Trophy-Gewinn mit der University of Minnesota - 2009 ECHL-Spieler des Monats Dezember - 2010 Teilnahme am ECHL All-Star Game | - 2014 CHL All-Star Team - 2016 Clark-Cup-Gewinn mit den Tri-City Storm (als Assistenztrainer) - 2021 B1G-Meisterschaft mit der University of Minnesota (als Assistenztrainer) |

## Karrierestatistik
(Legende zur Spielerstatistik: Sp oder GP = absolvierte Spiele; T oder G = erzielte Tore; V oder A = erzielte Assists; Pkt oder Pts = erzielte Scorerpunkte; SM oder PIM = erhaltene Strafminuten; +/− = Plus/Minus-Bilanz; PP = erzielte Überzahltore; SH = erzielte Unterzahltore; GW = erzielte Siegtore; 1 Play-downs/Relegation; Kursiv: Statistik nicht vollständig)